# Сули
Сули, Абу Бакр Мухаммед ибн Яхья ас-Сули (конец IX века — 946, Басра) — тюркский учёный и придворный трёх аббасидских халифов: аль-Муктафи, его преемника аль-Муктадира, а затем ар-Ради, которого он также обучал. Он был историком, летописцем, библиофилом, каллиграфом, писателем, редактором-поэтом, а также сильнейшим игроком в шатрандж своего времени и видным теоретиком этой игры.
Уроженец Средней Азии; точные место и дата рождения не установлены.

## Биография
Абу Бакр аль-Сули родился в знатной семье тюркского происхождения, его прадедом был тюркский князь Сул-Такин, а дядей его отца был поэт Ибрагим ибн аль-Аббас Сули.
По мнению авторов The Oxford Companion to Chess Д. Хупера и К. Уайлда, семья ас-Сули происходит из региона Джурджан, а его имя свидетельствует о тюркском происхождении.
По данным Ш. Мураткулиева, предки ас-Сули жили на территории современного Туркменистана, в бассейне реки Атрек (Этрек); по аль-Исфахани, дед игрока был туркменом (цит. по Мураткулиеву).
Прославился игрой в шатрандж в Багдаде при дворе халифов аль-Муктафи (902—908), аль-Муктадира (908—932) и ар-Ради (934—940), где не имел себе равных. В правление аль-Муттаки Сули был вынужден бежать из Багдада в Басру (по Мураткулиеву, спасаясь от придворных, «таивших на него зло» и желавших его убить; по некоторым источникам, причиной была симпатия Сули к шиитам), где провёл в бедности несколько последних лет жизни и умер. Его шахматная слава в арабском мире пережила несколько веков: в течение более чем 600 лет высшей похвалой считалось сравнение чьей-либо игры с его игрой.

## Творчество
|   | a                                                                     | b                                                                     | c                                                                     | d                                                                     | e                                                                     | f                                                                     | g                                                                     | h                                                                     |   |
| - | --------------------------------------------------------------------- | --------------------------------------------------------------------- | --------------------------------------------------------------------- | --------------------------------------------------------------------- | --------------------------------------------------------------------- | --------------------------------------------------------------------- | --------------------------------------------------------------------- | --------------------------------------------------------------------- | - |
| 8 | h8 чёрный ферзь · e7 белый король · h6 белый ферзь · e4 чёрный король | h8 чёрный ферзь · e7 белый король · h6 белый ферзь · e4 чёрный король | h8 чёрный ферзь · e7 белый король · h6 белый ферзь · e4 чёрный король | h8 чёрный ферзь · e7 белый король · h6 белый ферзь · e4 чёрный король | h8 чёрный ферзь · e7 белый король · h6 белый ферзь · e4 чёрный король | h8 чёрный ферзь · e7 белый король · h6 белый ферзь · e4 чёрный король | h8 чёрный ферзь · e7 белый король · h6 белый ферзь · e4 чёрный король | h8 чёрный ферзь · e7 белый король · h6 белый ферзь · e4 чёрный король | 8 |
| 7 | h8 чёрный ферзь · e7 белый король · h6 белый ферзь · e4 чёрный король | h8 чёрный ферзь · e7 белый король · h6 белый ферзь · e4 чёрный король | h8 чёрный ферзь · e7 белый король · h6 белый ферзь · e4 чёрный король | h8 чёрный ферзь · e7 белый король · h6 белый ферзь · e4 чёрный король | h8 чёрный ферзь · e7 белый король · h6 белый ферзь · e4 чёрный король | h8 чёрный ферзь · e7 белый король · h6 белый ферзь · e4 чёрный король | h8 чёрный ферзь · e7 белый король · h6 белый ферзь · e4 чёрный король | h8 чёрный ферзь · e7 белый король · h6 белый ферзь · e4 чёрный король | 7 |
| 6 | h8 чёрный ферзь · e7 белый король · h6 белый ферзь · e4 чёрный король | h8 чёрный ферзь · e7 белый король · h6 белый ферзь · e4 чёрный король | h8 чёрный ферзь · e7 белый король · h6 белый ферзь · e4 чёрный король | h8 чёрный ферзь · e7 белый король · h6 белый ферзь · e4 чёрный король | h8 чёрный ферзь · e7 белый король · h6 белый ферзь · e4 чёрный король | h8 чёрный ферзь · e7 белый король · h6 белый ферзь · e4 чёрный король | h8 чёрный ферзь · e7 белый король · h6 белый ферзь · e4 чёрный король | h8 чёрный ферзь · e7 белый король · h6 белый ферзь · e4 чёрный король | 6 |
| 5 | h8 чёрный ферзь · e7 белый король · h6 белый ферзь · e4 чёрный король | h8 чёрный ферзь · e7 белый король · h6 белый ферзь · e4 чёрный король | h8 чёрный ферзь · e7 белый король · h6 белый ферзь · e4 чёрный король | h8 чёрный ферзь · e7 белый король · h6 белый ферзь · e4 чёрный король | h8 чёрный ферзь · e7 белый король · h6 белый ферзь · e4 чёрный король | h8 чёрный ферзь · e7 белый король · h6 белый ферзь · e4 чёрный король | h8 чёрный ферзь · e7 белый король · h6 белый ферзь · e4 чёрный король | h8 чёрный ферзь · e7 белый король · h6 белый ферзь · e4 чёрный король | 5 |
| 4 | h8 чёрный ферзь · e7 белый король · h6 белый ферзь · e4 чёрный король | h8 чёрный ферзь · e7 белый король · h6 белый ферзь · e4 чёрный король | h8 чёрный ферзь · e7 белый король · h6 белый ферзь · e4 чёрный король | h8 чёрный ферзь · e7 белый король · h6 белый ферзь · e4 чёрный король | h8 чёрный ферзь · e7 белый король · h6 белый ферзь · e4 чёрный король | h8 чёрный ферзь · e7 белый король · h6 белый ферзь · e4 чёрный король | h8 чёрный ферзь · e7 белый король · h6 белый ферзь · e4 чёрный король | h8 чёрный ферзь · e7 белый король · h6 белый ферзь · e4 чёрный король | 4 |
| 3 | h8 чёрный ферзь · e7 белый король · h6 белый ферзь · e4 чёрный король | h8 чёрный ферзь · e7 белый король · h6 белый ферзь · e4 чёрный король | h8 чёрный ферзь · e7 белый король · h6 белый ферзь · e4 чёрный король | h8 чёрный ферзь · e7 белый король · h6 белый ферзь · e4 чёрный король | h8 чёрный ферзь · e7 белый король · h6 белый ферзь · e4 чёрный король | h8 чёрный ферзь · e7 белый король · h6 белый ферзь · e4 чёрный король | h8 чёрный ферзь · e7 белый король · h6 белый ферзь · e4 чёрный король | h8 чёрный ферзь · e7 белый король · h6 белый ферзь · e4 чёрный король | 3 |
| 2 | h8 чёрный ферзь · e7 белый король · h6 белый ферзь · e4 чёрный король | h8 чёрный ферзь · e7 белый король · h6 белый ферзь · e4 чёрный король | h8 чёрный ферзь · e7 белый король · h6 белый ферзь · e4 чёрный король | h8 чёрный ферзь · e7 белый король · h6 белый ферзь · e4 чёрный король | h8 чёрный ферзь · e7 белый король · h6 белый ферзь · e4 чёрный король | h8 чёрный ферзь · e7 белый король · h6 белый ферзь · e4 чёрный король | h8 чёрный ферзь · e7 белый король · h6 белый ферзь · e4 чёрный король | h8 чёрный ферзь · e7 белый король · h6 белый ферзь · e4 чёрный король | 2 |
| 1 | h8 чёрный ферзь · e7 белый король · h6 белый ферзь · e4 чёрный король | h8 чёрный ферзь · e7 белый король · h6 белый ферзь · e4 чёрный король | h8 чёрный ферзь · e7 белый король · h6 белый ферзь · e4 чёрный король | h8 чёрный ферзь · e7 белый король · h6 белый ферзь · e4 чёрный король | h8 чёрный ферзь · e7 белый король · h6 белый ферзь · e4 чёрный король | h8 чёрный ферзь · e7 белый король · h6 белый ферзь · e4 чёрный король | h8 чёрный ферзь · e7 белый король · h6 белый ферзь · e4 чёрный король | h8 чёрный ферзь · e7 белый король · h6 белый ферзь · e4 чёрный король | 1 |
|   | a                                                                     | b                                                                     | c                                                                     | d                                                                     | e                                                                     | f                                                                     | g                                                                     | h                                                                     |   |

Автор «Китаб ал-Аврак» — многотомного сочинения по истории поэзии и поэтов эпохи Аббасидов, произведения которых дошли до наших дней в отрывках. Собрал богатую личную библиотеку, был искусным каллиграфом.
Автор двух шахматных трактатов (не сохранились), где подверг критическому анализу работы своих предшественников. В рукописях некоторых авторов, в том числе его ученика аль-Ладжладжа, приводится ряд окончаний его партий, анализы, цитируются его высказывания.
Некоторые правила шатранджа отличаются от современных шахматных правил. Так, для выигрыша было достаточно забрать последнюю фигуру противника, при этом не позволяя ответным ходом выиграть последнюю свою фигуру. Некоторые фигуры также претерпели изменения. Ферс (fers), предшественник современного ферзя, был одной из слабейших фигур и мог двигаться только на одно поле по диагонали.
1.Kpf8 Kpf5 2.Kpf7! Kpg4 3.Kpg8 Kph5 4.Kph7!, и белые выигрывают, забирая ферса противника и сохраняя собственного.